# Chilenische Opossummaus
Die Chilenische Opossummaus (Rhyncholestes raphanurus) ist eine Beutelsäugerart aus der Familie der Mausopossums (Caenolestidae). Sie wird in eine eigene Gattung (Rhyncholestes) gestellt und ist somit monotypisch. Beheimatet ist sie auf der chilenischen Insel Chiloé und dem angrenzenden Festland und hat somit das südlichste Verbreitungsgebiet ihrer Familie.

## Beschreibung
Die Chilenische Opossummaus ist durch die langgestreckte Schnauze gekennzeichnet, die ihr ein ratten- oder spitzmausähnliches Aussehen verleiht. Ihr dichtes, weiches Fell ist dunkelbraun, der kurze, haarlose Schwanz ist schwarz gefärbt. Diese Tiere erreichen eine Kopfrumpflänge von 11 bis 13 Zentimetern, eine Schwanzlänge von 7 bis 9 Zentimetern und ein Gewicht von rund 21 Gramm.

## Lebensweise
Lebensraum dieser Tiere sind kühle Regenwälder bis in 1100 Metern Seehöhe. Sie führen ein bodenbewohnendes Leben und dürften nachtaktiv sein. Tiere, die im Herbst gefunden wurden, wiesen oft eine verdickte Schwanzwurzel auf, was ein Hinweis für Fettspeicherung für die Winterstarre (Torpor) ist. Sie ernähren sich von Insekten, Würmern und Pilzen, oft graben sie in der Erde oder im Laub nach Nahrung.
Über das Sozialverhalten und die Fortpflanzung ist kaum etwas bekannt. Die Weibchen haben sieben Zitzen, sechs kreisförmig angeordnete und eine in der Mitte. Säugende Weibchen wurden nahezu das ganze Jahr über gefunden.

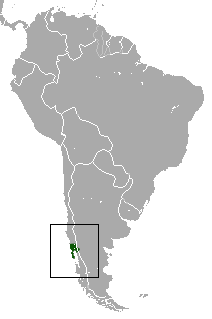
Verbreitungskarte der Chilenischen Opossummaus

## Bedrohung
Die Hauptbedrohung der Chilenischen Opossummaus stellt die Rodung der Wälder dar. Die Weltnaturschutzunion IUCN listet sie deshalb in der Roten Liste gefährdeter Arten als gering gefährdet (Near Threatened).